# Dafydd Williams
Dafydd Rhys "Dave" Williams (Saskatoon, 16 de maio de 1954) é um médico e astronauta canadense, veterano de duas missões ao espaço a bordo do ônibus espacial.
Williams foi integrado à Agência Espacial Canadense em junho de 1992, onde completou o treinamento básico e foi nomeado gerente operacional do grupo médico de missões no espaço. Suas funções no cargo incluíam a supervisão da implementação das atividades de medicina espacial dentro do programa de astronautas e do projeto de simulação de vida de astronauta no programa espacial canadense, participando, em 1994, de uma simulação de uma missão espacial durante sete dias.
Em janeiro de 1995, Williams foi selecionado para se juntar à classe internacional de astronautas da NASA candidatos a especialistas de missão, participando de treinamento e avaliação no Centro Espacial Lyndon B. Johnson, em Houston, entre março de 1995 e maio de 1996.
Em abril de 1998 foi pela primeira vez ao espaço como um dos especialistas de missão da STS-90, a bordo da nave Columbia, para dezesseis dias em órbita junto ao Spacelab, onde 26 experiências relativas aos efeitos da microgravidade no cérebro e no sistema nervoso foram realizadas pelos sete tripulantes.
Entre julho de 1998 e novembro de 2002, ele serviu na diretoria de ciências de vida e espaço, com responsabilidade pelas pesquisas em ciências espaciais biomédicas e físicas no Centro Espacial Johnson.
Em agosto de 2007 foi pela segunda vez ao espaço, desta vez na missão STS-118 do ônibus espacial Endeavour à Estação Espacial Internacional, na qual realizou três passeios no espaço para montagem de uma das seções da estrutura da ISS e um pequeno reparo na cobertura anticalor de sílica da Endeavour.